# Grupo ABTV

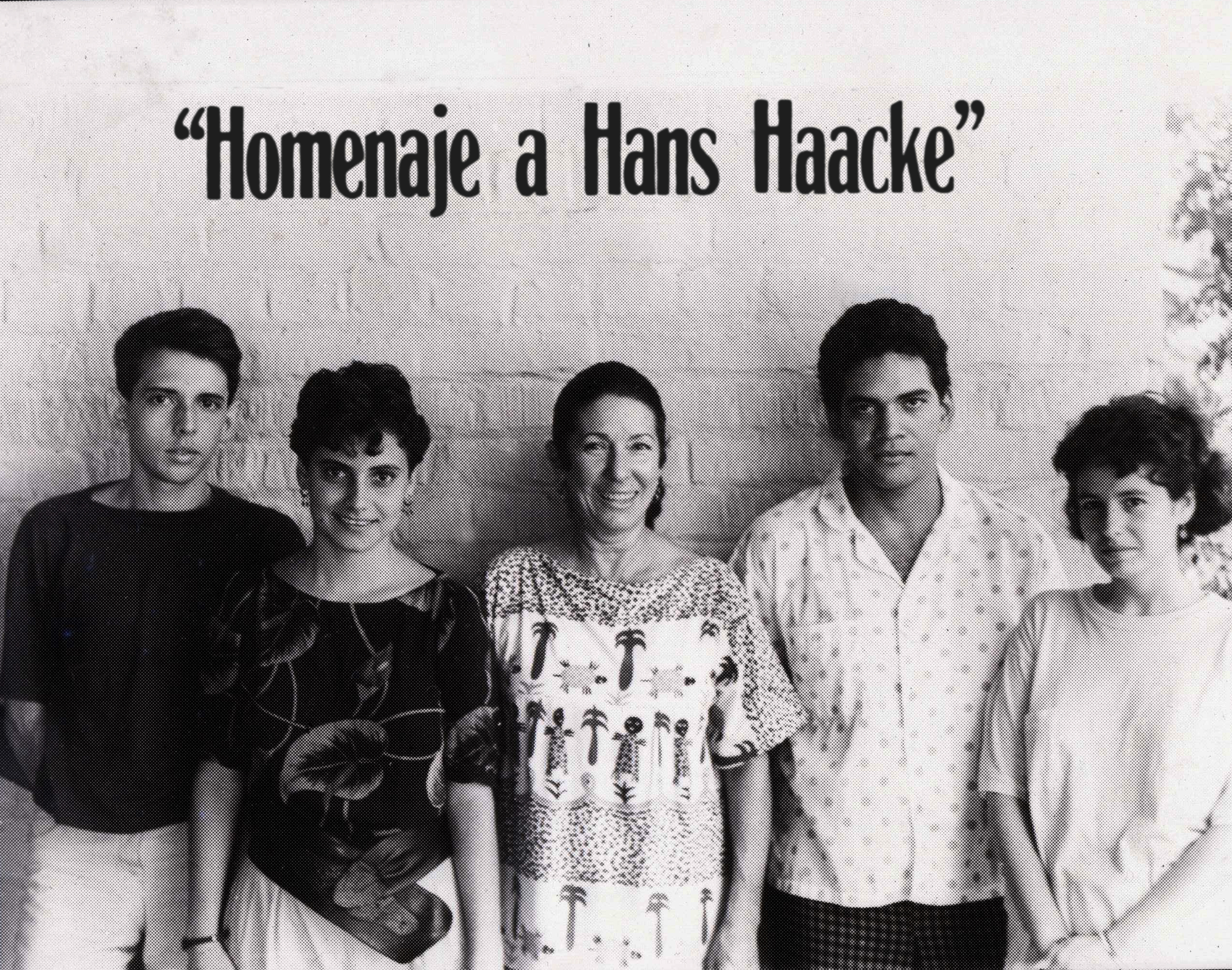
Portada de del Grupo ABTV.

El Grupo ABTV estaba formado por Tanya Angulo Alemán, Juan Ballester Carmenates, José Ángel Toirac Batista y Ileana Villazon Calzada. El trabajo creativo del grupo se desarrolló fundamentalmente en la pintura, el dibujo, la instalación y la curaduría. Estos integrantes trabajaron juntos entre 1988 y 1992, en la Ciudad de La Habana. 

## Especialidades de los miembros
Tanya Angulo quien nació en La Habana. Actualmente reside y trabaja en Valencia, España.
Juan Ballester Carmenates nació en Camagüey el 16 de septiembre de 1966, se especializaba en pintura, fotografía e instalación. Actualmente reside y trabaja en Barcelona, España.
José A. Toirac nació en Guantánamo el 7 de abril de 1966 y se especializaba en pintura, dibujo, instalación. Actualmente reside y trabaja en La Habana, Cuba.
Ileana V. Calzada nació en Sancti Spíritus el 10 de junio de 1969. Se especializaba en pintura e instalación. Actualmente reside en los Estados Unidos.

## Exposiciones Personales
Entre las exposiciones personales del grupo se encuentran la realizada en 1989 por José Angel Toirac y Tanya Angulo,Homenaje a Hans Haacke Proyecto Castillo de la Fuerza, Museo Nacional de Bellas Artes, Habana, Cuba. 
En 1991 presentan la muestra Juntos y Adelante, Arte, Política y Voluntad de Representación, colateral a la Cuarta Bienal de La Habana y en 1992 José Angel Toirac, Tanya Angulo presentan Avanzada, Ciclo Las Fronteras del Arte. Galería de Arte, Colegio de Arquitectos de Málaga, España.

## Exposiciones Colectivas
Al realizar una selección de sus exposiciones colectivas se puede mencionar en 1988 Suave y fresco. Museo Nacional de Bellas Artes, Habana, Cuba, en 1990 Kuba Construye en Euskal Fondos Bilbao Teatro Arriaga, Bilbao Vizcaya Guipúzcoa Alaba, España y La Huella del Pulgaren Galería Habana. En 1992 también se presentaron en el «Pabellón de las Artes», Exposición Universal Sevilla 1992, España con la exposición Color de Cuba.

## Premios
Durante el período que trabajaron como grupo recibieron en 1990 el Premio Especial y Mención de Curaduría por la exposición «Nosotros». Exposición Antológica de la obra de Raúl Martínez de la Sección Cubana de la Asociación Internacional de Críticos de Arte (AICA), Habana, Cuba en 1991
- Datos: Q5612169